# Zootrophion atropurpureum
Zootrophion atropurpureum är en orkidéart som först beskrevs av John Lindley, och fick sitt nu gällande namn av Carlyle August Luer. Zootrophion atropurpureum ingår i släktet Zootrophion och familjen orkidéer. Inga underarter finns listade i Catalogue of Life.

## Bildgalleri

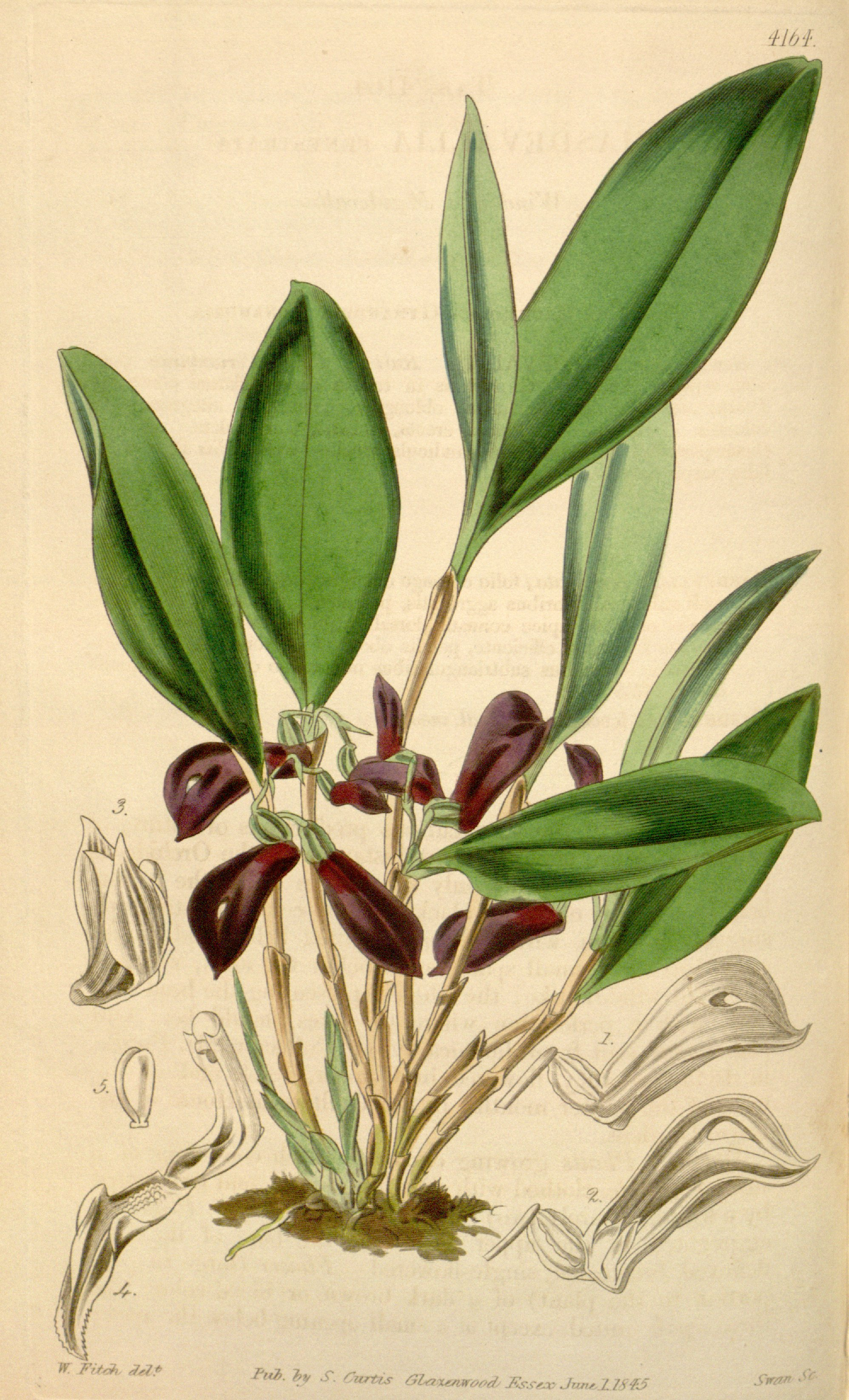